# (10745) Arnstadt
(10745) Arnstadt – planetoida z pasa głównego okrążająca Słońce w ciągu 5 lat i 230 dni w średniej odległości 3,16 j.a. Została odkryta 11 stycznia 1989 roku przez Freimuta Börngena. Przed nadaniem nazwy planetoida nosiła oznaczenie tymczasowe (10745) 1989 AK6.